# Héctor Rubén Aguer
Héctor Rubén Aguer, OESSH (* 24. května 1943 Buenos Aires) je argentinský římskokatolický duchovní a emeritní arcibiskup La Platy.

## Život
Narodil se 24. května 1943 v Buenos Aires.
Studoval literaturu a filosofii v Metropolitním semináři v Buenos Aires. Dále studoval hebrejštinu na Vyšším institutu náboženské kultury a teologii na Papežské katolické univerzitě v Argentině.
Dne 25. listopadu 1972 jej kardinál Juan Carlos Aramburu vysvětil na kněze. Stal se farním vikářem farnosti Neposkvrněného početí Panny Marie ve čtvrti Belgrano, a poté ve farnosti svatého Pedra Gonzáleze Telmo. Byl profesorem morální teologie na Papežské katolické univerzitě.
Dne 26. února 1992 jej papež Jan Pavel II. jmenoval pomocným biskupem arcidiecéze Buenos Aires a titulárním biskupem z Lamdie. Biskupské svěcení přijal 4. dubna 1992 z rukou kardinála Antonia Quarracina. Spolusvětiteli byli arcibiskup Horacio Alberto Bózzoli a biskup José Manuel Lorenzo.
Dne 26. června 1998 byl ustanoven arcibiskupem-koadjutorem arcidiecéze La Plata a 12. června 2000 metropolitním arcibiskupem La Platy.
Dne 2. června 2019 přijal papež František jeho rezignaci na post metropolitního arcibiskupa z důvodu dosažení kanonického věku 75 let.